# حرکت درخت (آسانا)

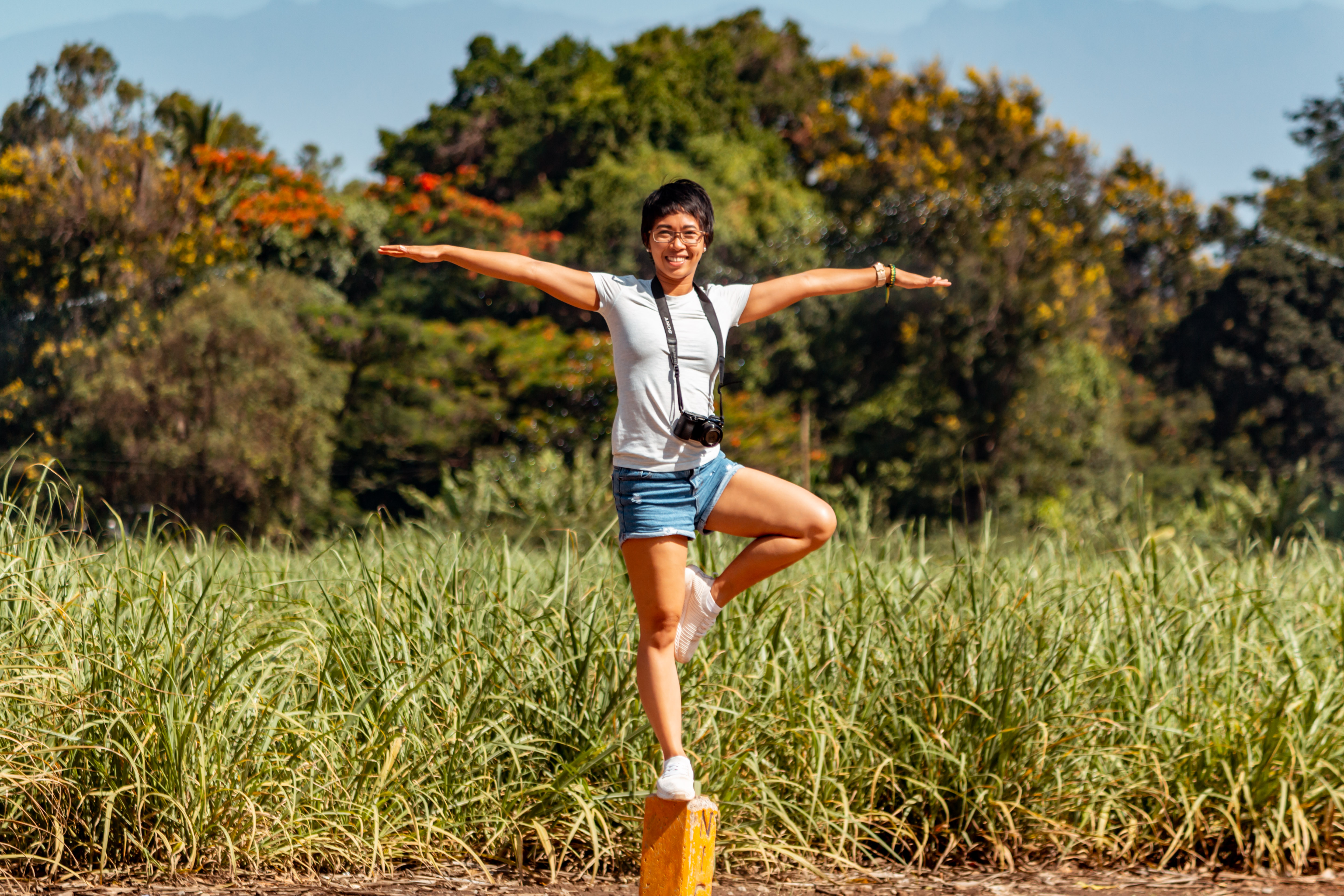
حرکت درخت

وریکش‌آسانا (سانسکریت: वृक्षासन) یا حرکت درخت یک آسانا متعادل‌کننده است. این یکی از معدود ژست‌های ایستاده در هاتا یوگا قرون وسطایی است و در یوگا مدرن به عنوان ورزش محبوب باقی مانده است.  این حالت نماد (یوگا مدرن) است. اغلب در مجلات یوگا نمایش داده می‌شود و در نمایشگاه‌های عمومی مانند روز جهانی یوگا تمرین می‌شود.

## ریشه‌شناسی و ریشه‌ها
این نام از کلمات سانسکریت vṛkṣa و (वृक्ष) به معنی درخت، و āsana आसन) به معنای «حالت» است.
به نظر می‌رسد حکاکی سنگی قرن هفتمی در ماهابالی پورام حاوی پیکره ای است که روی یک پا ایستاده‌است، شاید نشان دهنده این باشد که در آن زمان حالتی شبیه به vrikshasana استفاده می‌شد. گفته می‌شود که سادوها با انتخاب مدیتیشن این وضعیت را نشان داده‌است.
ژست در قرن هفدهم Gheraṇḍa Saṃhitā ۲٫۳۶ شرح داده شده‌است. اخیراً آن را نماد یوگا مدرن می‌دانند. اغلب در مجلات یوگا نمایش داده می‌شود و در نمایشگاه‌های عمومی مانند روز جهانی یوگا تمرین می‌شود.

## شرح
راست ایستاده وزن روی پای چپ منتقل شده، پای راست خم شده و پاشنهٔ آن را به سوی لُمبر راست بالا کشیده و ران پای راست و ران پای چپ باید با هم در تماس بمانند. با دَم دست چپ بالا کشیده در حالی که قسمت داخل بازو به گوش چپ فشرده می‌شود. کف دست چپ به طرف روبرو و انگشت‌ها رو به بالا است. بعد از دست کم شش ثانیه به حالت ابتدای حرکت برگشته و این بار روی پای راست حرکت انجام داده می‌شود. 